# 安富元家
安富 元家（やすとみ もといえ）は、室町時代後期から戦国時代にかけての武将。細川京兆家の家宰。

## 生涯
細川京兆家の重臣として讃岐国東方守護代を世襲していた安富氏の惣領である。弟に安富民部丞とも名乗った若槻元隆と真如寺住持を務めた英春、廃嫡された実子の元治に代わって養子・嫡男となった元顕がいる。馬部隆弘は元家ら兄弟を安富元綱の子と推定している。
元家は文明2年（1470年）頃から安富氏の惣領として讃岐東方守護代を務めていたことが諸史料からわかる。細川政元の家宰として京都で政元に近侍しながら、畿内各地を転戦して数々の武功を挙げた。
延徳3年（1491年）に政元が近江国守護に任じられると、その守護代に任じられ、近江に赴いて実際の政務を担当した。明応2年（1493年）、明応の政変が起こると、政元の命令により上原元秀と共に正覚寺城において畠山政長を攻め滅ぼしている。
当時、政元は修験道に凝って政務を顧みることが少なくなったため、細川京兆家は「内衆」と呼ばれる重臣の合議によって幕政を運営していた。元家はこの内衆筆頭として政元の政務を代行し、実際の幕政を担当した。政元の後継者問題では細川澄元を支持している。その後の活動は不明である。
永正元年（1504年）9月、元家の長男で讃岐守護代を継承していた元治も薬師寺元一の乱で戦死した（『後法興院記』）。永正5年（1508年）には、元治の子と思われる又三郎元運（元成か）と安富元綱の子と思われる安富民部丞の名前が確認できる。元成は後に細川高国の下で内衆筆頭となっている。ただし、内衆としての立場だけはあったものの、実際には讃岐国東方を領国とすることは出来ていなかった可能性がある。永正8年（1511年）には船岡山合戦で元治亡き後の安富氏を束ねていた弟（養子）の元顕が戦死している。

## 逸話
- 修験道に凝って政務を顧みなかった政元に代わって、実際に政務を代行することが多かった。このため、実質的な権力は元家が握り、権勢を極めたといわれる。
- 政元が修験道の修行と称して丹波国に下向して京都に戻ってこようとしなかったため、庄元資と共に丹波に赴き、無理矢理政元を京都に連れ帰ったとされる。
- 元家の近江守護代就任は足利義材の六角高頼征伐に関連するものであった（長享・延徳の乱）。そのため、元家の近江支配は六角党のゲリラ戦などで困難を極めたといわれる。織田敏定や浦上則宗らとも協力して国内を転戦し近江支配に尽力したが、結局、延徳4年（1492年）9月には守護代辞任を申し出て帰京している。
- 文亀2年（1502年）政元は足利義澄と不仲になり元家邸に閉居している。このことからも政元の元家への絶対的な信頼が窺える。